# Bruiloft

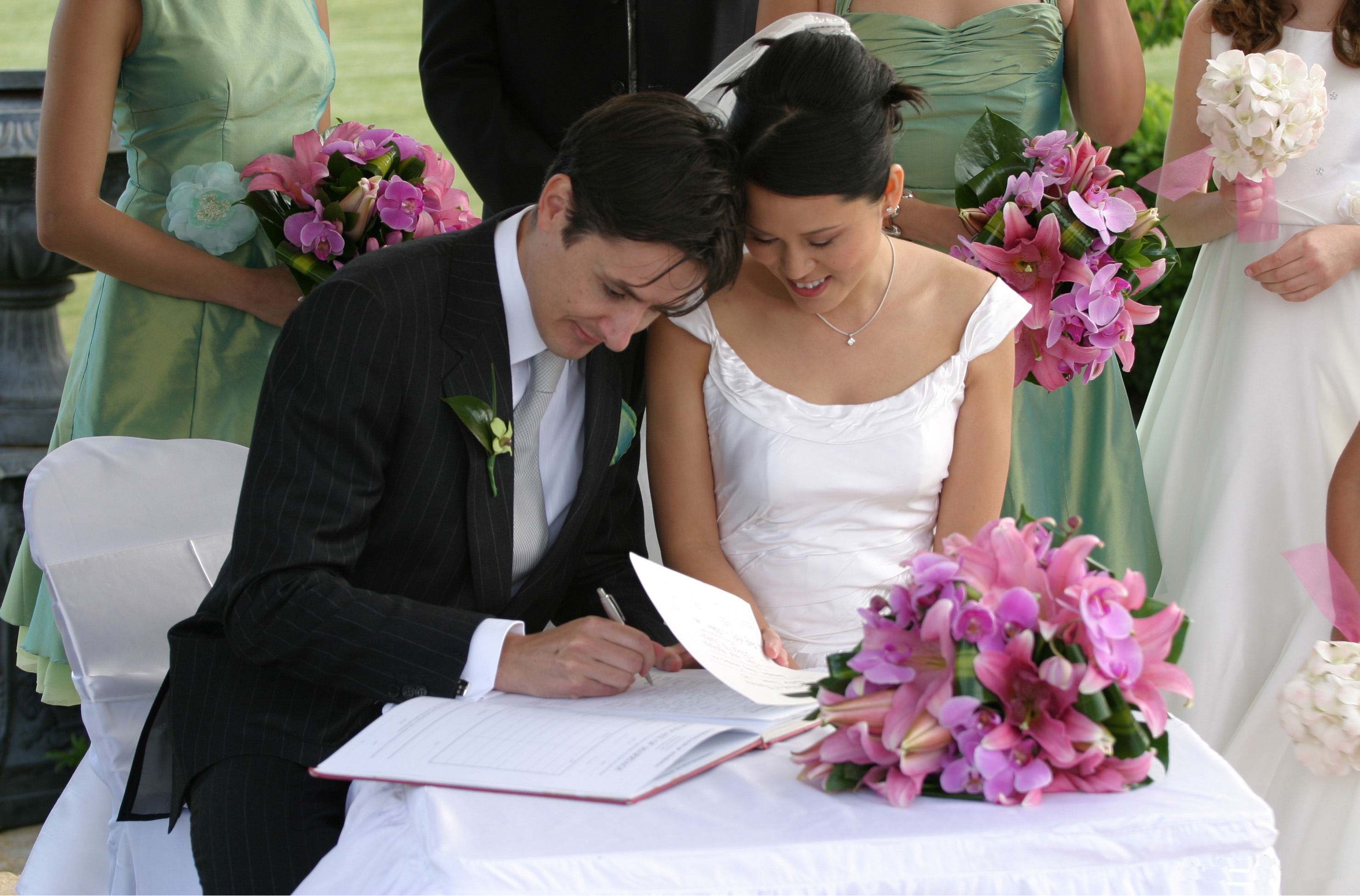
Bruid en bruidegom zetten hun handtekening na de huwelijksceremonie

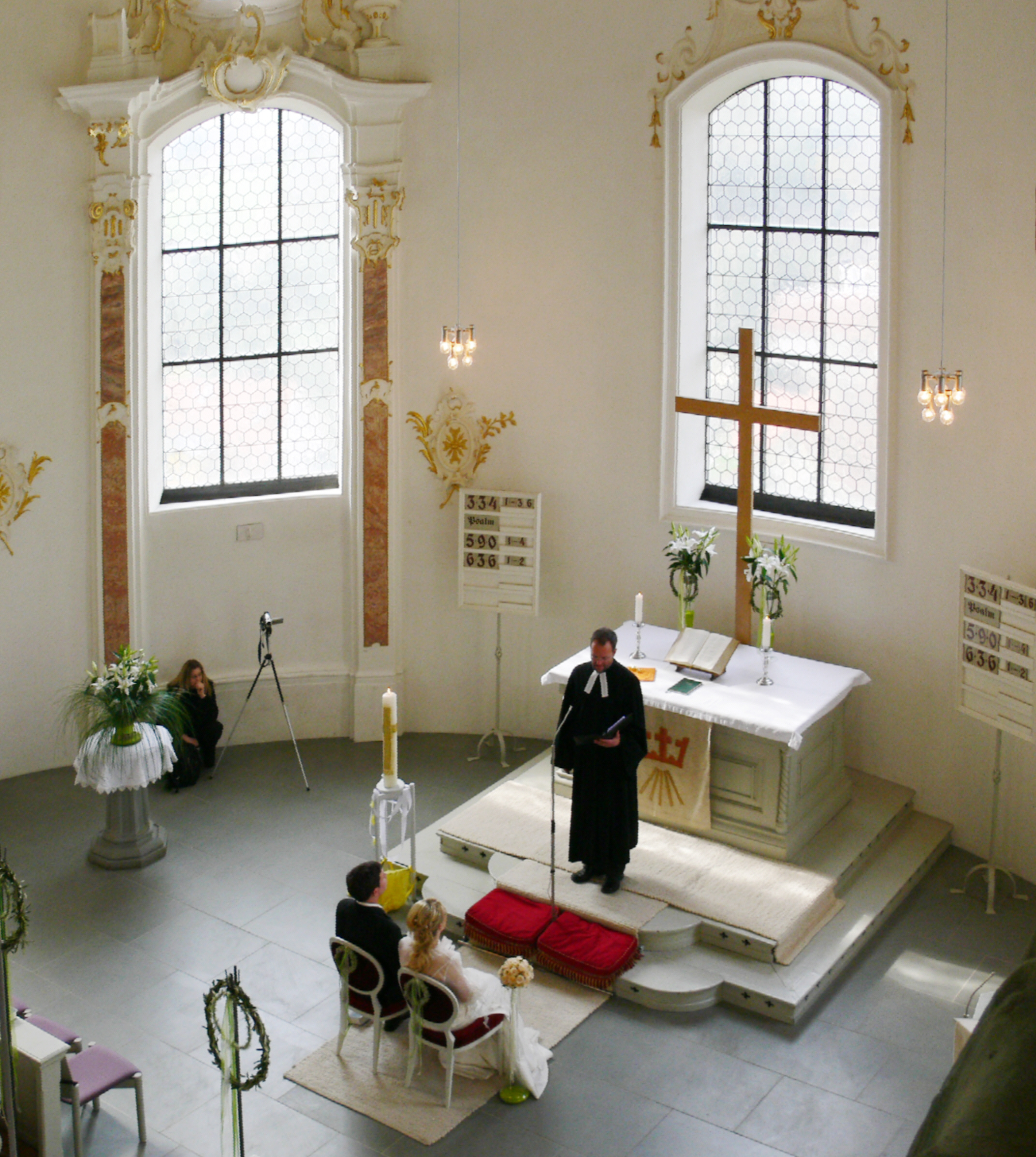
Een Lutherse huwelijksinzegening in de Schlosskirche in Duitsland

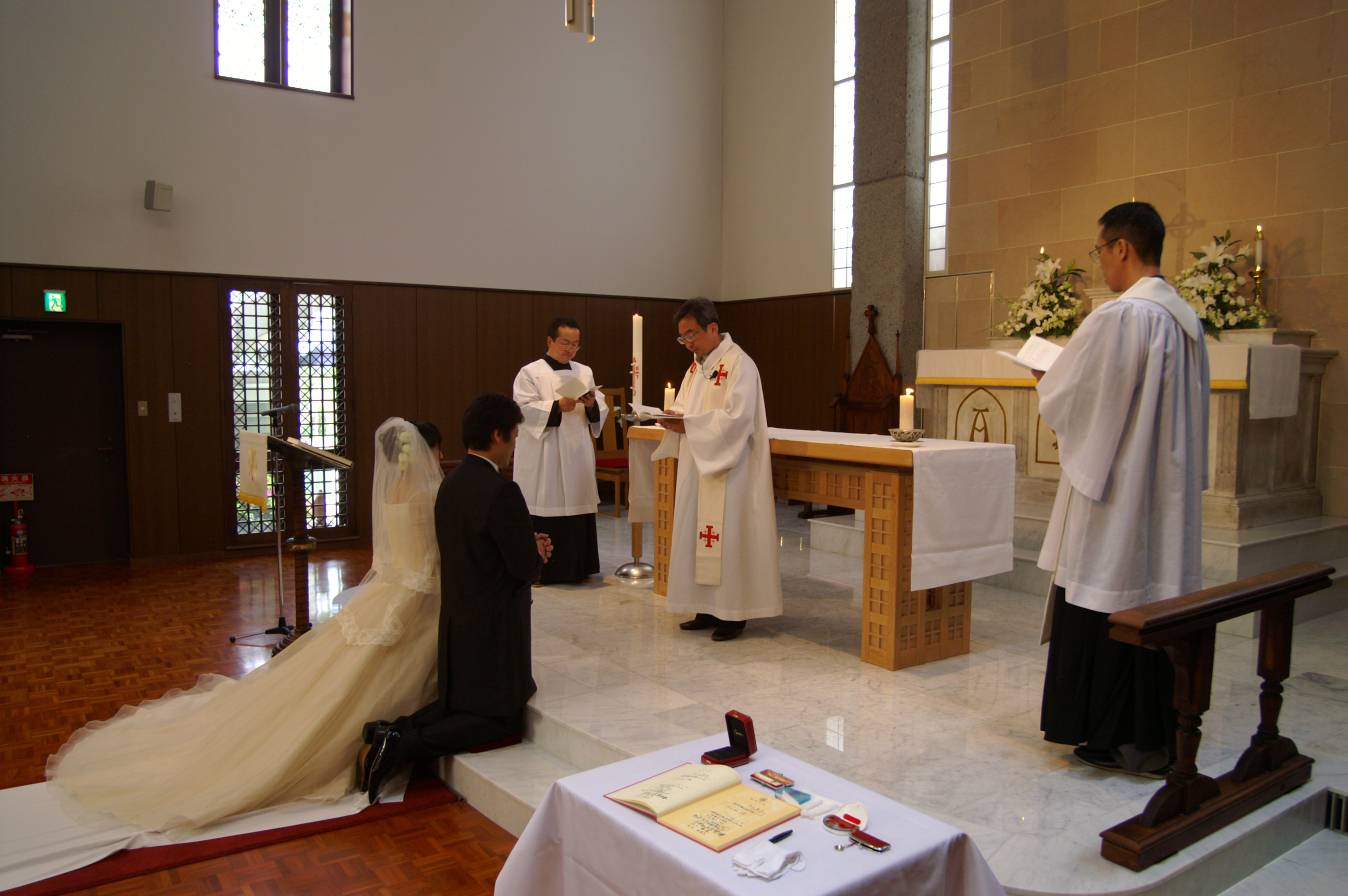
Een anglicaanse huwelijksinzegening in Japan

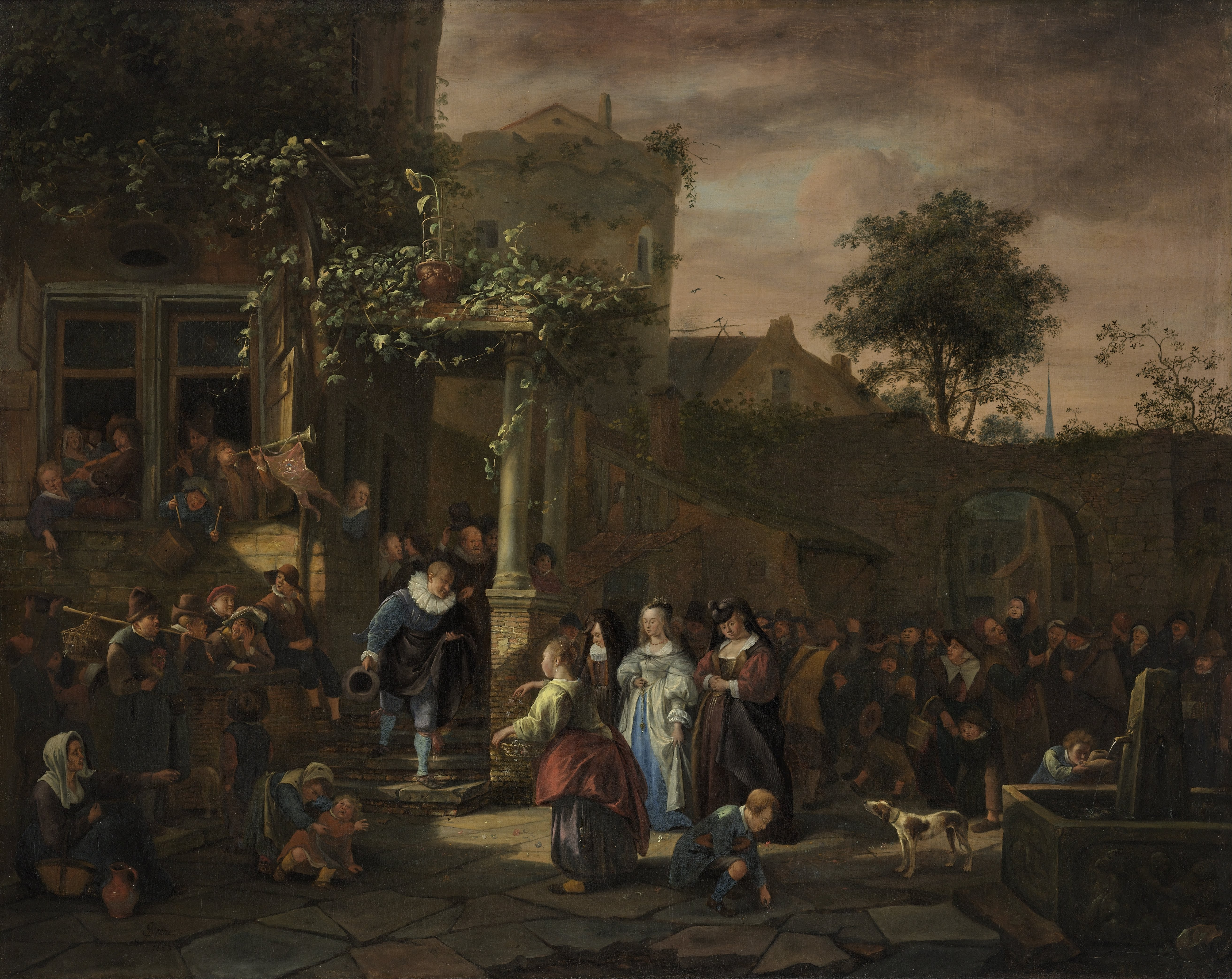
De dorpsbruiloft, Jan Steen, 1653

Een bruiloft is een feest dat gevierd wordt wanneer twee mensen in het huwelijk treden. De benaming bruiloft wordt ook wel gebruikt voor alle onderdelen die op de bruiloftsdag plaatsvinden.
De tradities en gebruiken die bij een bruiloft horen verschillen sterk per land, religie en bevolkingsgroep.
Sommige bruiloften worden georganiseerd door een huwelijksplanner.

## Bruiloften in België en Nederland
Een bruiloft, zoals die in België en Nederland gebruikelijk is, kan bestaan uit verschillende onderdelen. De huwelijksvoltrekking door een ambtenaar van de burgerlijke stand is verplicht, aangezien hierdoor het wettelijk huwelijk tot stand komt. Daarnaast kunnen er naar keuze één of meer andere onderdelen aan de bruiloft toegevoegd worden. Een "standaard" traditionele, autochtone bruiloft "volgens het boekje" ziet er echter ongeveer als volgt uit:
1. Voltrekking burgerlijk huwelijk op een door de gemeente goedgekeurde locatie
2. Fotoreportage en/of videoreportage van het bruidspaar en naaste familie
3. Een religieuze plechtigheid (met name wanneer het bruidspaar gelovig is)
4. Een feestmaaltijd voor het bruidspaar, naaste familie en andere genodigden
5. Een receptie voor familie, vrienden en kennissen
6. Een bruiloftsfeest voor familie en vrienden

Er is over het algemeen een duidelijke scheiding tussen de daggasten en de receptie- of feestgasten. Tijdens het diner kunnen de ouders van het bruidspaar een toespraak houden. Tijdens de receptie of tijdens het feest kunnen er toneelstukjes en sketches opgevoerd en liedjes gezongen worden, door familie en vrienden, waarin de levensloop van zowel bruid als bruidegom uitvoerig voor het voetlicht komen, of waarin het echtpaar flink op de hak wordt genomen. Vaak worden hiervoor liedjes gemaakt op de melodie van bestaande popnummers en soms gaat dit gepaard met pianobegeleiding of met een karaokebandje van het betreffende nummer.
In de huidige Nederlandse cultuur is er geen vast stramien waarin een bruiloft plaatsvindt, en veel bruidsparen kiezen hierin dan ook hun eigen weg.

### Tradities

#### Trouwkaart
Een aantal weken voorafgaande aan de bruiloft worden de trouwkaarten (uitnodigingen, een faire part in Vlaanderen) verstuurd. Op deze trouwkaart staan de namen van het bruidspaar, en een beknopte beschrijving van wat er die dag gaat gebeuren. Op de trouwkaart wordt eerst de naam van de bruid vermeld, gevolgd door de naam van de bruidegom. Vanaf het moment dat het echtpaar getrouwd is, hoort de volgorde voortaan andersom te zijn.
Een traditionele trouwkaart begint over het algemeen met iets als Namens wederzijdse ouders zijn we blij u mede te kunnen delen dat we op (datum) (jaar) in het huwelijk treden. Het vermelden van de instemming van wederzijdse ouders wordt echter nog maar zelden op trouwkaartjes aangetroffen. Christenen plaatsen over het algemeen "D.V." bij de datum op de trouwkaart, wat staat voor 'Deo Volente'; als God het wil.

#### Ringen

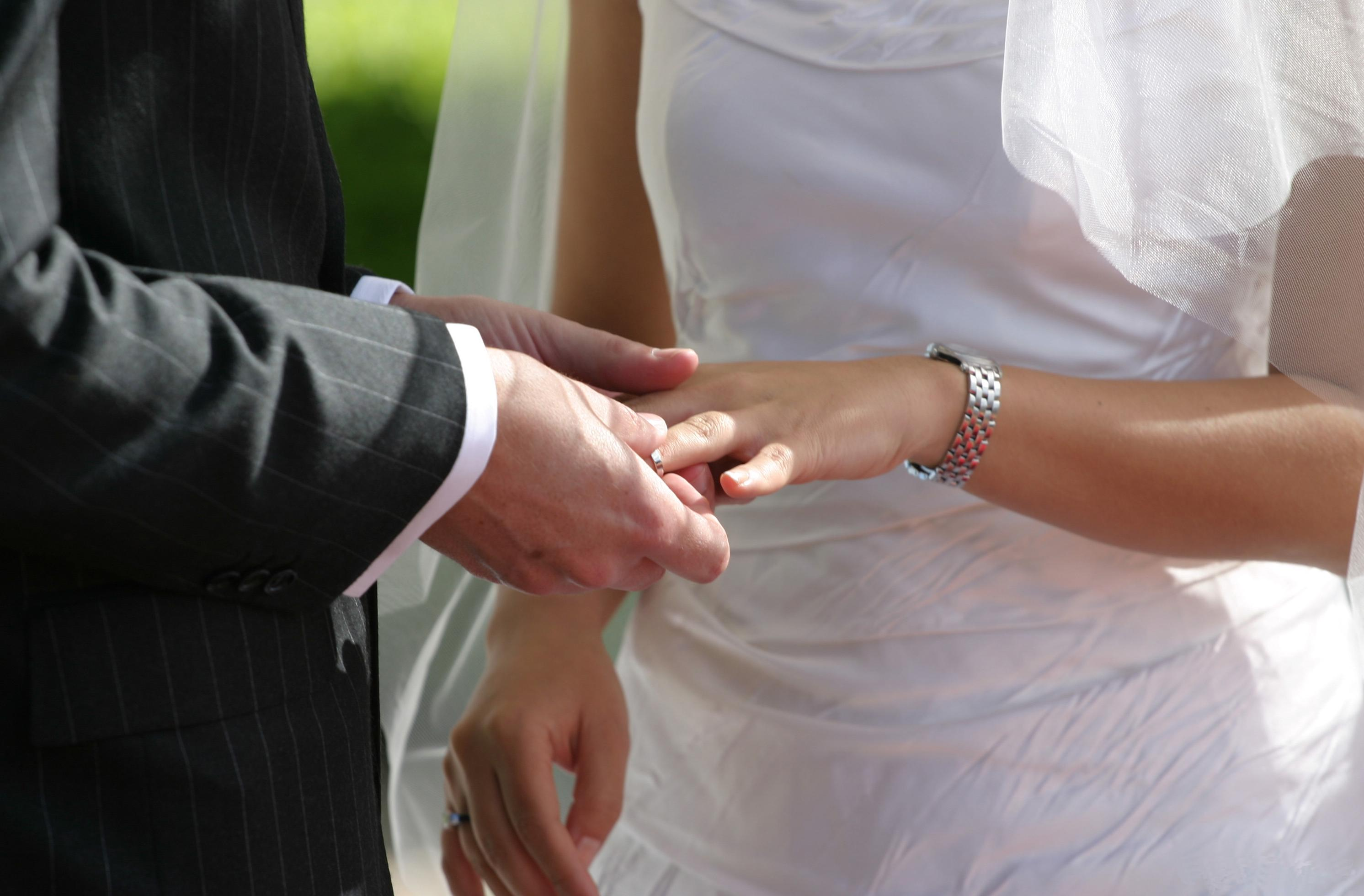
Het uitwisselen van de trouwringen

Op de bruiloftsdag worden de trouwringen uitgewisseld. Dit heeft gewoonlijk plaats in het gemeentehuis, maar sommige bruidsparen geven er de voorkeur aan om dit tijdens de kerkdienst te laten plaatsvinden. Het uitwisselen van de ringen is een teken van verbondenheid. De trouwring, een gouden cirkel zonder begin of einde, staat symbool voor eeuwige trouw.
De ringvinger is al eeuwen de plaats waar trouw- of verlovingsringen worden gedragen. Vroeger dacht men dat door deze vinger een ader liep die rechtstreeks in verbinding stond met het hart.
Pas sinds de negentiende eeuw dragen ook mannen een trouwring.

#### Taart

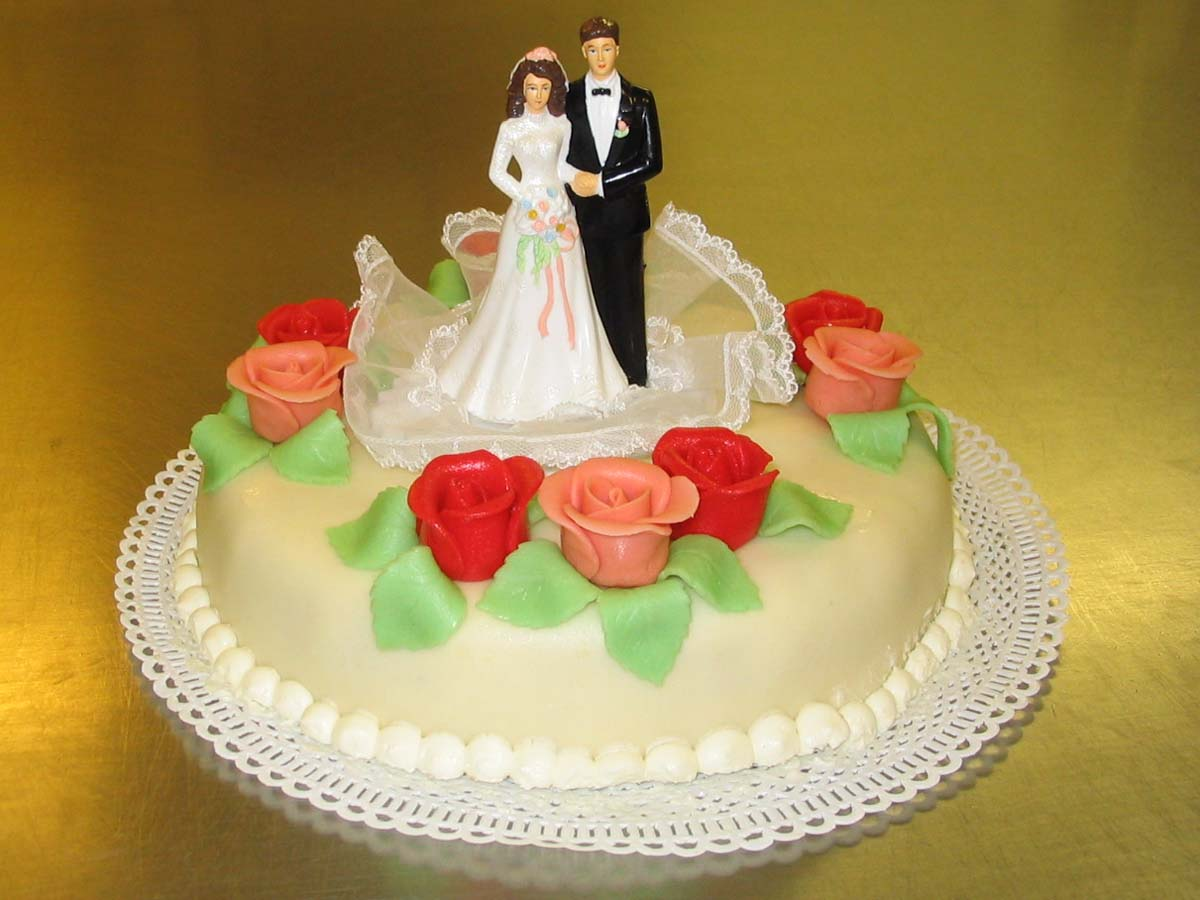
Bruidstaartje

Op een zeker moment tijdens de bruiloft wordt de bruidstaart aangesneden. Dit is een overblijfsel van een oud gebruik dat bruiloftsgasten een taart schonken als symbool van een vruchtbare verbintenis.

#### Bloemstuk

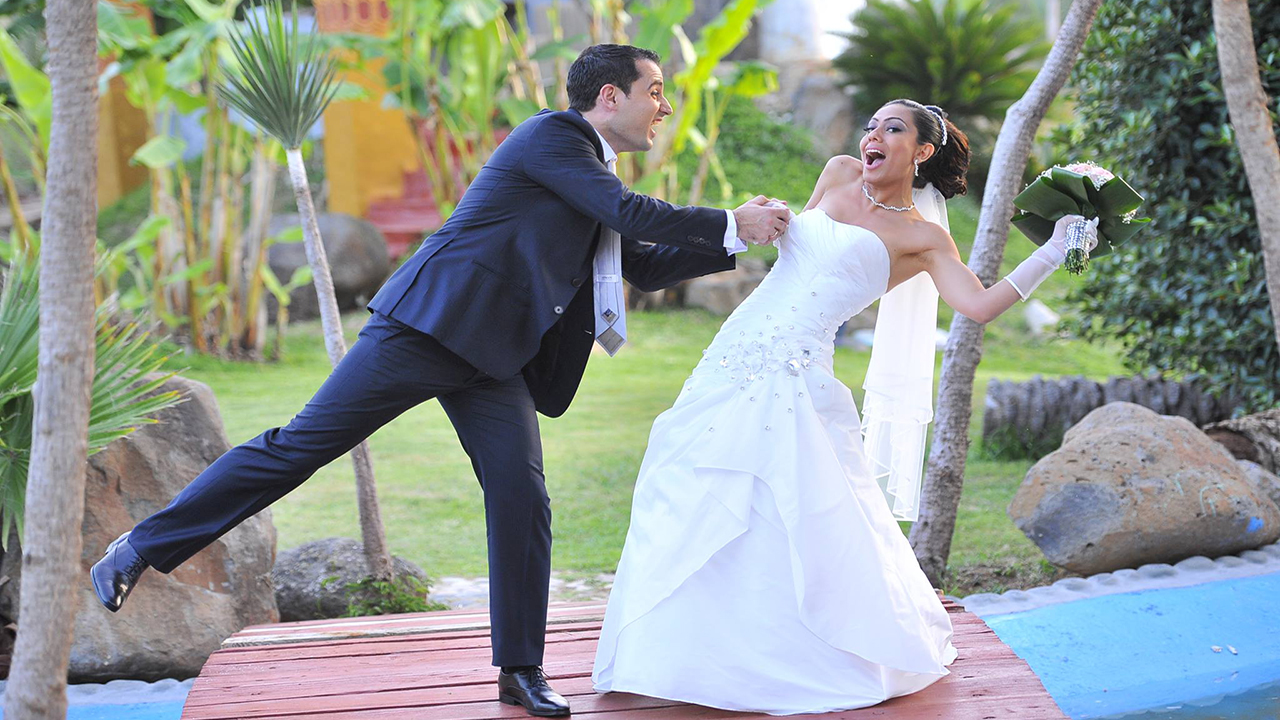
De bruid draagt het bruidsboeket, Libanon

Het bloemstuk dat de bruid de hele dag met zich mee draagt (het zogenaamde bruidsboeket), wordt geregeld door de bruidegom. Volgens de traditie mag zij tevoren niet weten hoe het bloemstuk eruitziet, tot de bruidegom haar op de dag van de bruiloft uit het ouderlijk huis komt ophalen en haar het bloemstuk overhandigt. 
Volgens een uit de Verenigde Staten overgewaaide traditie dient het bloemstuk aan het eind van de bruiloft over de rechterschouder geworpen te worden, en vervolgens door een van de aanwezige vrijgezelle dames te worden opgevangen. De dame die het boeket vangt, zou als eerstvolgende aan de beurt zijn om in het huwelijk te treden.
De wederzijdse familie draagt vaak een corsage met dezelfde bloemen als het bloemstuk van de bruid.

#### Bruidsjurk

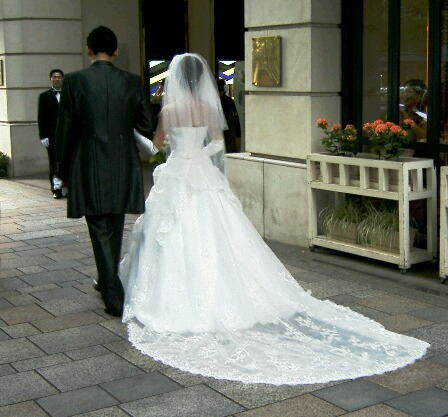
Een witte bruidsjurk, Japan

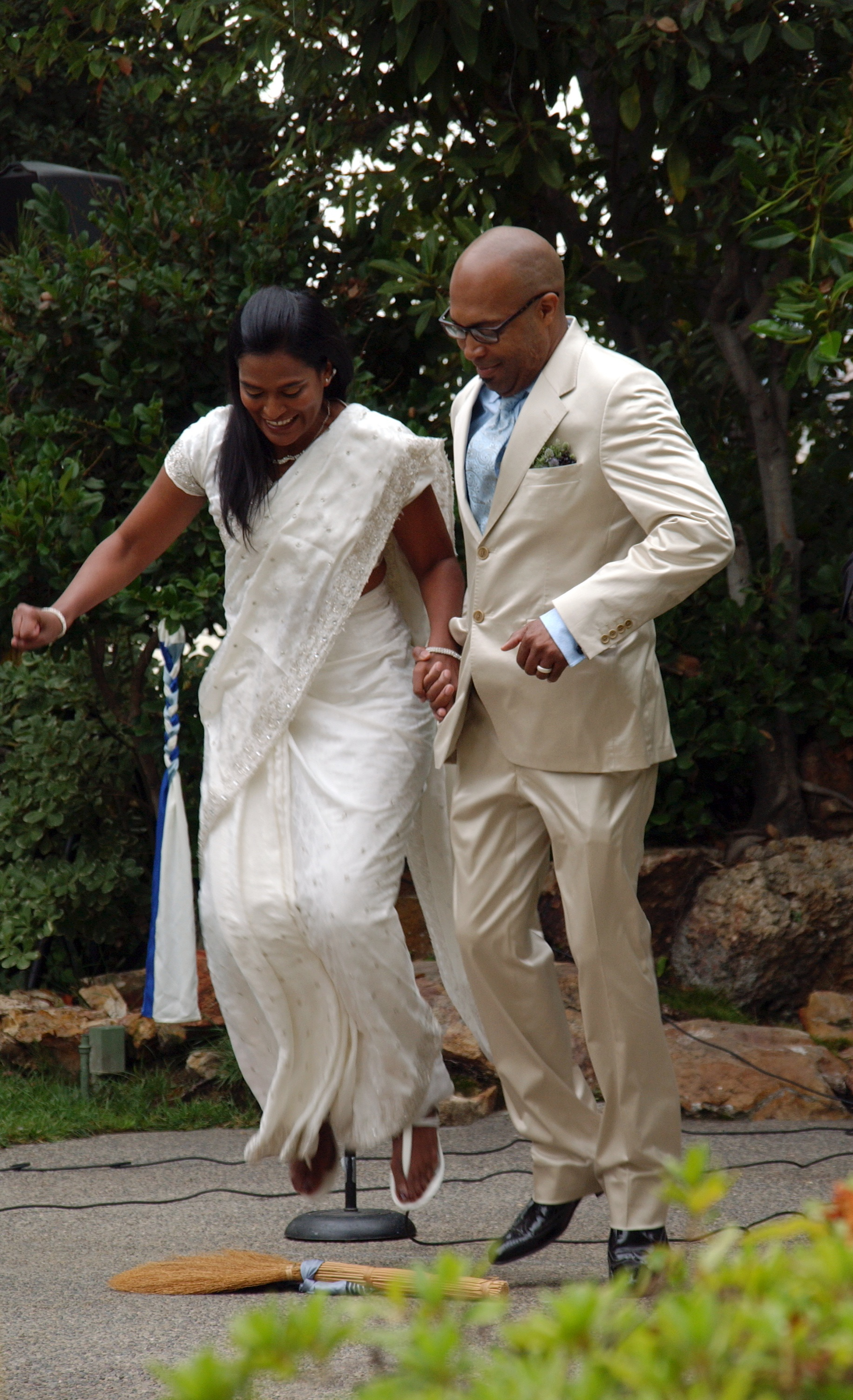
Springen over de bezem, Los Angeles

De bruidsjurk is vaak het belangrijkste (en duurste) kledingstuk voor de bruiloft. Volgens de traditie mag de bruidegom de jurk pas zien wanneer hij zijn bruid komt ophalen voor de grote dag.

### Kosten van een bruiloft
De kosten van een bruiloft variëren zeer sterk. De sporadische bruidsparen die hun bruiloft vieren in de vorm van een barbecue met vrienden en naaste familie zijn verreweg het goedkoopste uit. Een eenvoudige bruiloft volgens het boekje, inclusief trouwjapon en notariskosten voor het opmaken van huwelijkse voorwaarden, kost echter al snel 10.000 à 15.000 euro.
Tot in de jaren 70 was het gebruikelijk dat de vader van de bruid de kosten van de bruiloft betaalde. Maar er waren ook echtparen, waar alleen de trouwjapon en het pak van de bruidegom door hem betaald werden. Doordat tegenwoordig de meerderheid van de bruidsparen het ouderlijk huis reeds lang heeft verlaten, en meestal ook al enige jaren samenwoont, wordt de bruiloft tegenwoordig meestal betaald door het bruidspaar zelf, wat hun ook de nodige vrijheid geeft om meer of minder mensen uit te nodigen op het feest.

## Bruiloften in andere culturen

### Indonesische bruiloft
Bij Indonesische bruiloften is er geen strikte scheiding tussen receptie- of daggasten. Iedereen die ook maar enige verbintenis met het bruidspaar heeft, wordt uitgenodigd voor de volledige huwelijksdag, inclusief diner. Stukjes of liedjes waarin het bruidspaar op de hak wordt genomen, zijn uit den boze; het paar wordt de hele dag vorstelijk behandeld. Ze zitten de hele dag op een luxe bankje en worden bewonderd. Er wordt voor ze opgetreden, er wordt continu gegeten en muziek gedraaid en er worden ontzettend veel cadeaus en geld gegeven.

### Marokkaanse bruiloft
Een Marokkaanse bruiloft duurt over het algemeen (als deze in Nederland wordt gehouden) twee dagen. Op de eerste dag zijn de familie van de bruid en bruidegom gescheiden en wordt een henna-avond gehouden. Voor de familie van de bruid is dit het moment om afscheid te nemen. De bruid draagt een eenvoudige witte jurk en (meestal) een sieraad, wat haar moeder ook tijdens haar henna-avond heeft gedragen. Bij de bruid wordt dan rond middernacht henna op de voeten en handen aangebracht. Tijdens het aanbrengen van de henna wordt bij de Berberse feesten gezongen.

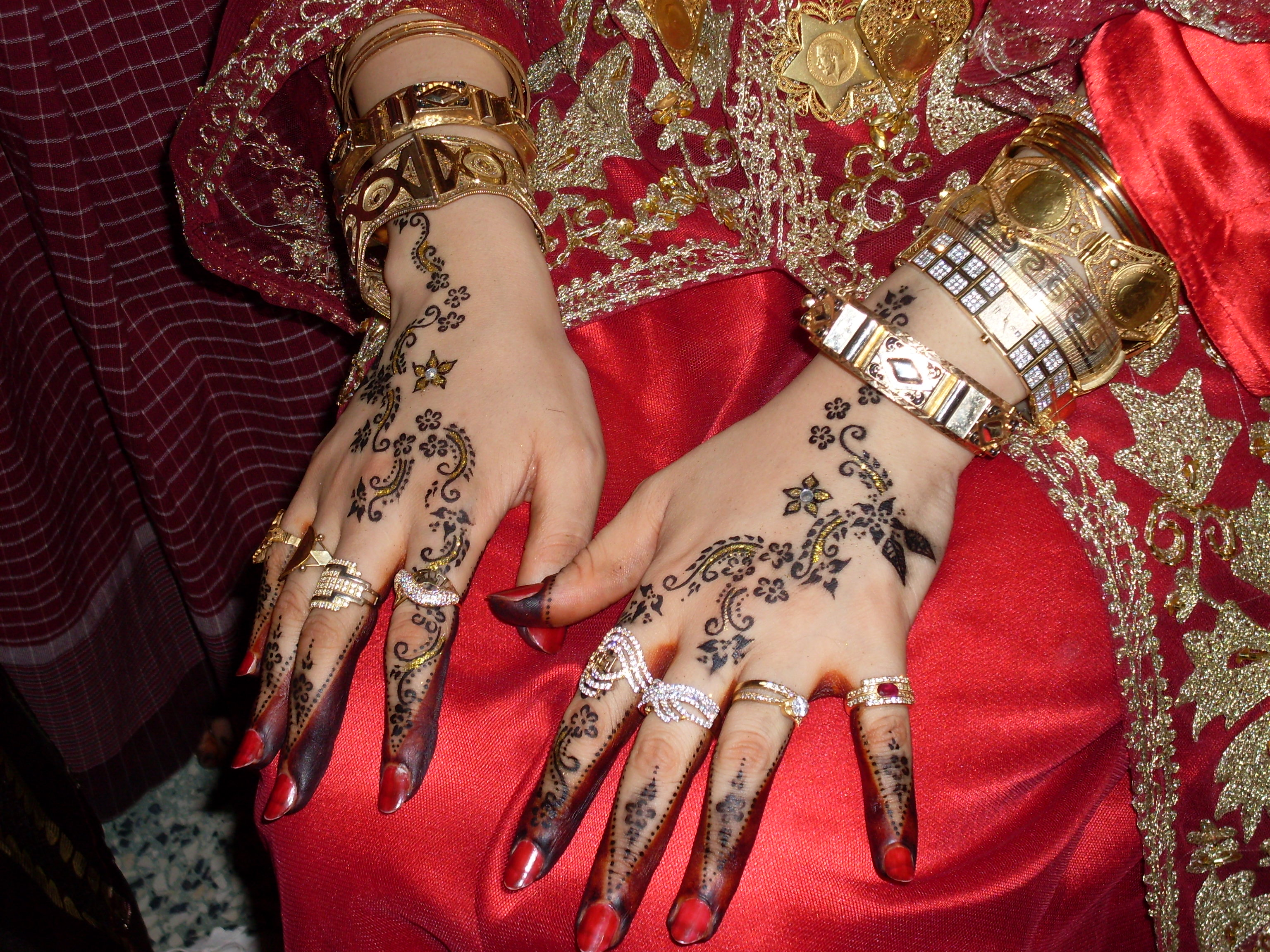
Henna op de handen van een bruid in Tunesië

Bij de bruidegom wordt ook henna opgedaan, maar dan alleen op de handpalm en de pink. De bruidegom draagt een witte djellaba en heeft gedurende de hele ceremonie de capuchon op.
Op de tweede dag is het moment daar en zal de bruidegom zijn bruid ophalen uit haar ouderlijk huis. De bruidegom gaat met een stoet van 'toeterende' auto's de bruid halen. De auto, waarin de bruidegom zit, heeft een Marokkaanse en een witte vlag. Nadat hij de bruid heeft opgehaald en haar naar zijn ouderlijk huis heeft gebracht, wacht de moeder van de bruidegom hen bij de drempel op met een bord vol snoep en suiker. Van dit bord wordt door het bruidspaar om beurten handen gegooid naar de familie en vrienden. Daarna neemt het bruidspaar een vinger honing en eet deze op, aan elkaar geven ze een dadel en melk.
Daarop volgen zeven dagen en op de zevende dag wordt een klein gedeelte van de familie bijeen geroepen om kennis te maken met de bruid of bruidegom.
Oorspronkelijk duurde de bruiloft zelf zeven dagen, de eerste dag wordt door de vrouwen in een badhuis gevierd. Er wordt henna opgebracht en de vrouw wordt met sluiers bedekt. De tweede dag vieren de vrouwen nog feest. Op de derde dag vieren de mannen feest en de bruidegom neemt de bruid mee naar huis. Er zijn koeien en schapen geslacht. De vijfde dag is het feest van de familie van de bruidegom in het nieuwe huis, de maagdelijkheid van de bruid wordt gevierd. Op de zesde dag worden bruid en bruidegom man en vrouw, de echtgenoot viert feest met zijn vrienden. De zevende dag komen man en vrouw terug in het huis van haar moeder. Op de eerste dag na het feest komt de familie van de man op bezoek met cadeaus.

## Afbeeldingen

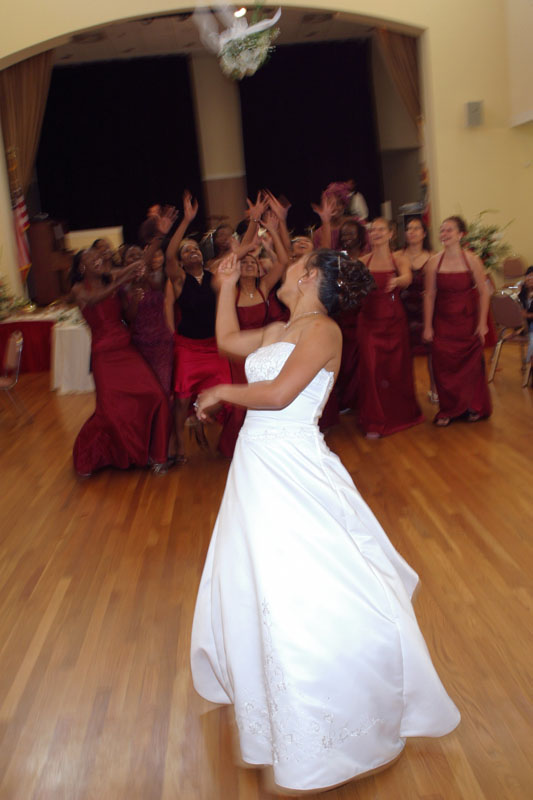
Het gooien van het bruidboeket
- Bioscoopjournaal uit 1957 over zeven uit Hongarije gevluchte paren die in Epe gelijktijdig in het huwelijk treden.
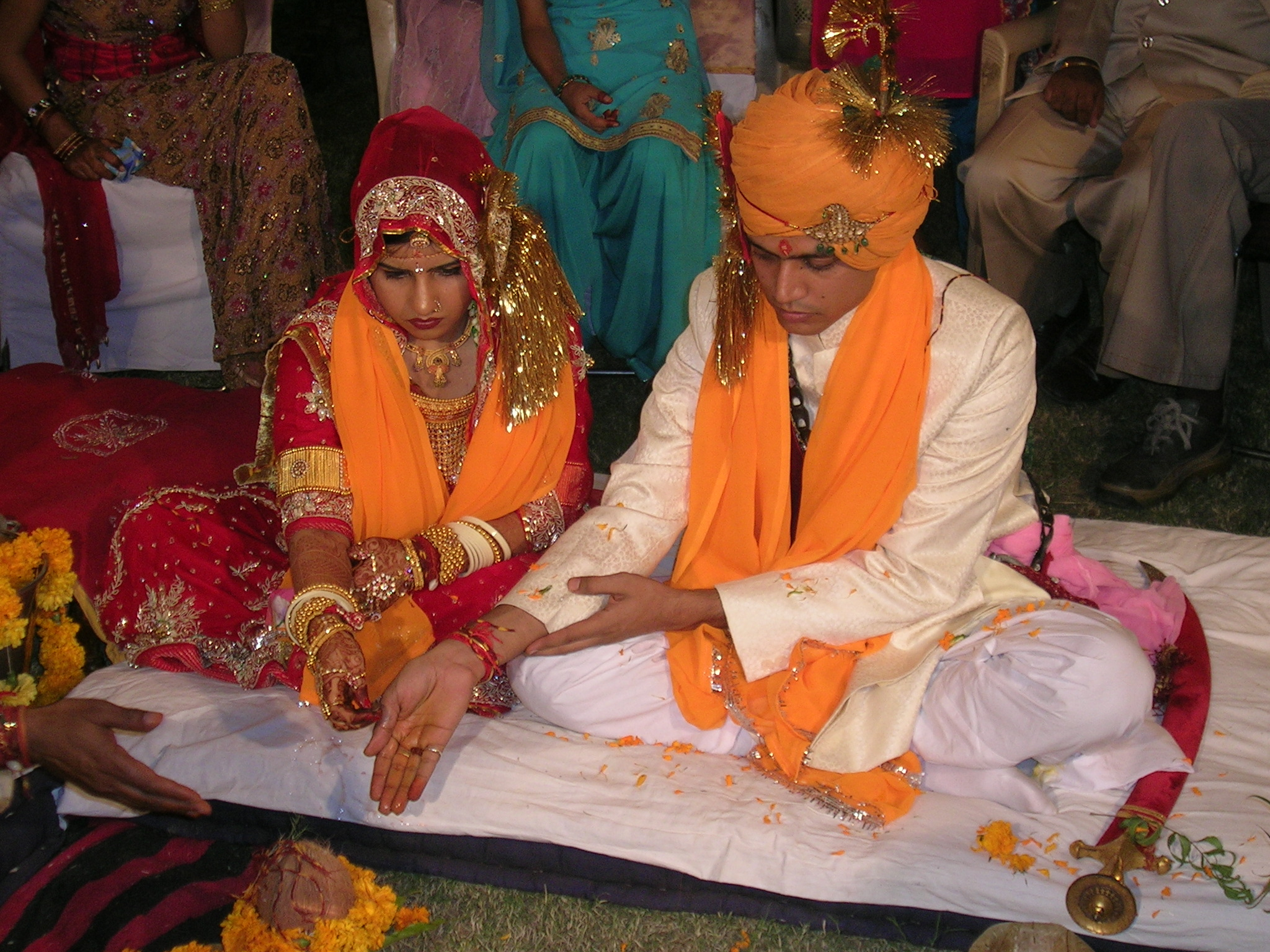
De bruidegom en bruid brengen een offer tijdens een hindoeïstische huwelijksceremonie in Rajasthan
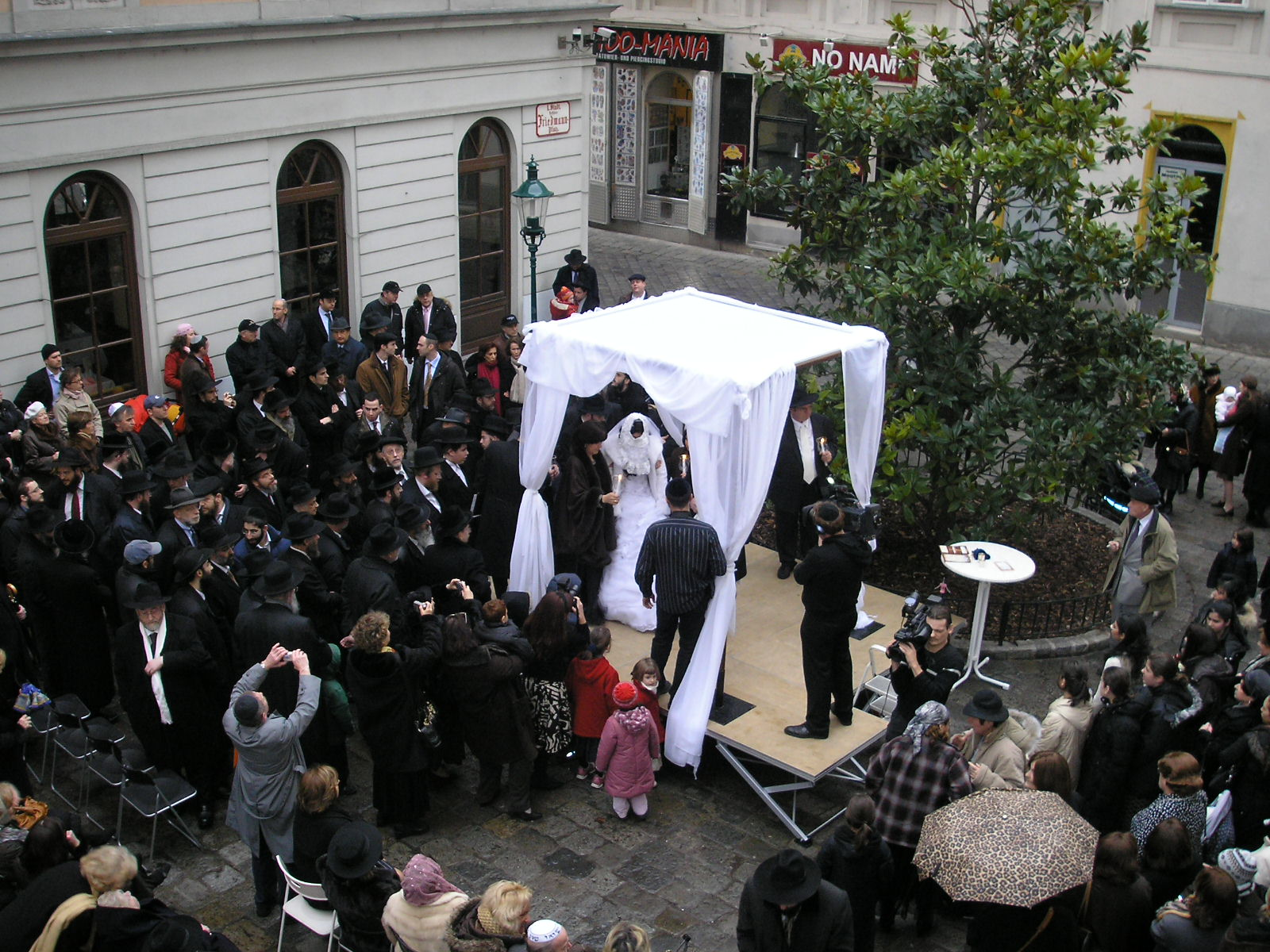
Een joodse bruiloft in 2007
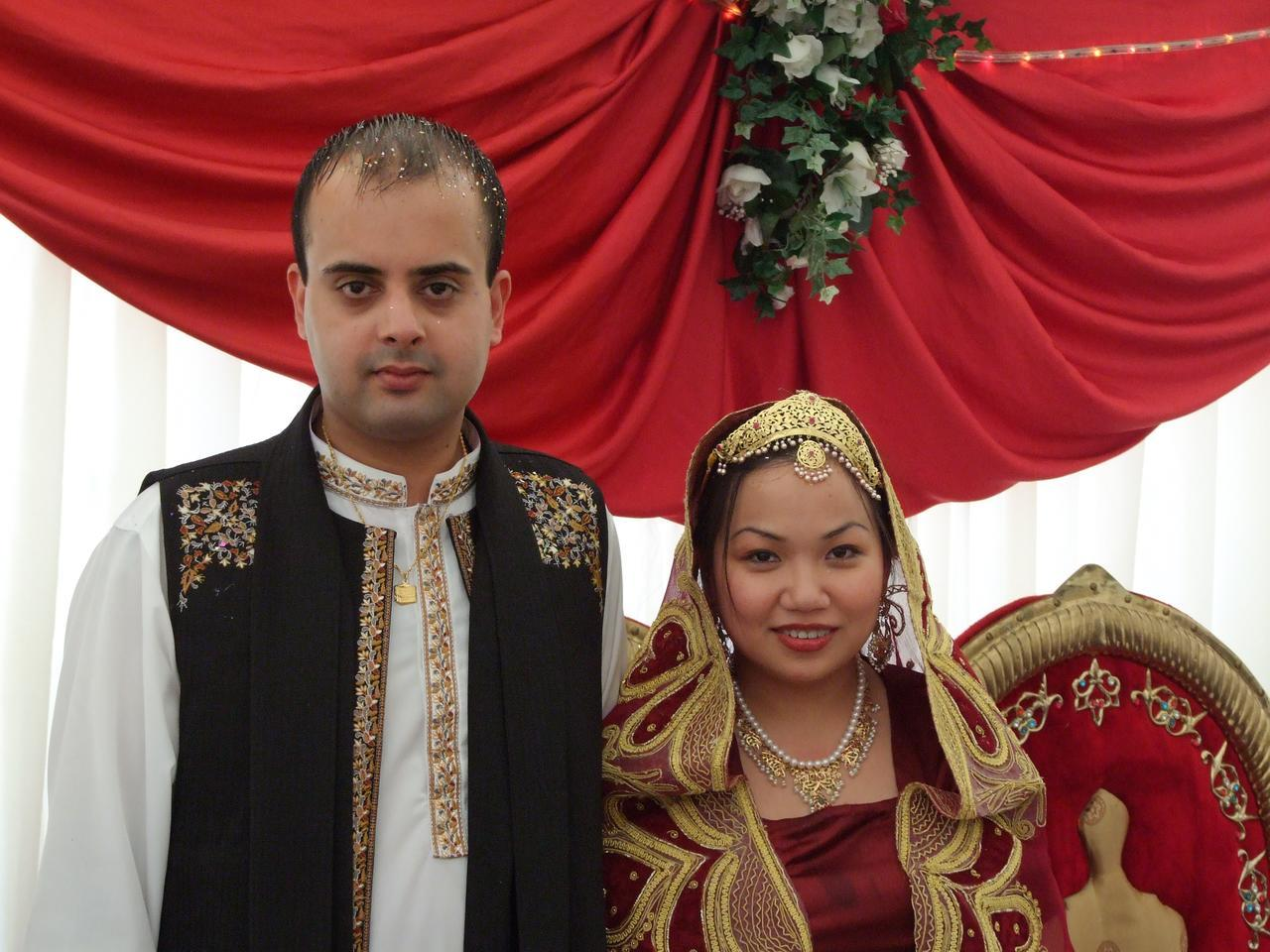
Een moslim-bruidspaar in India
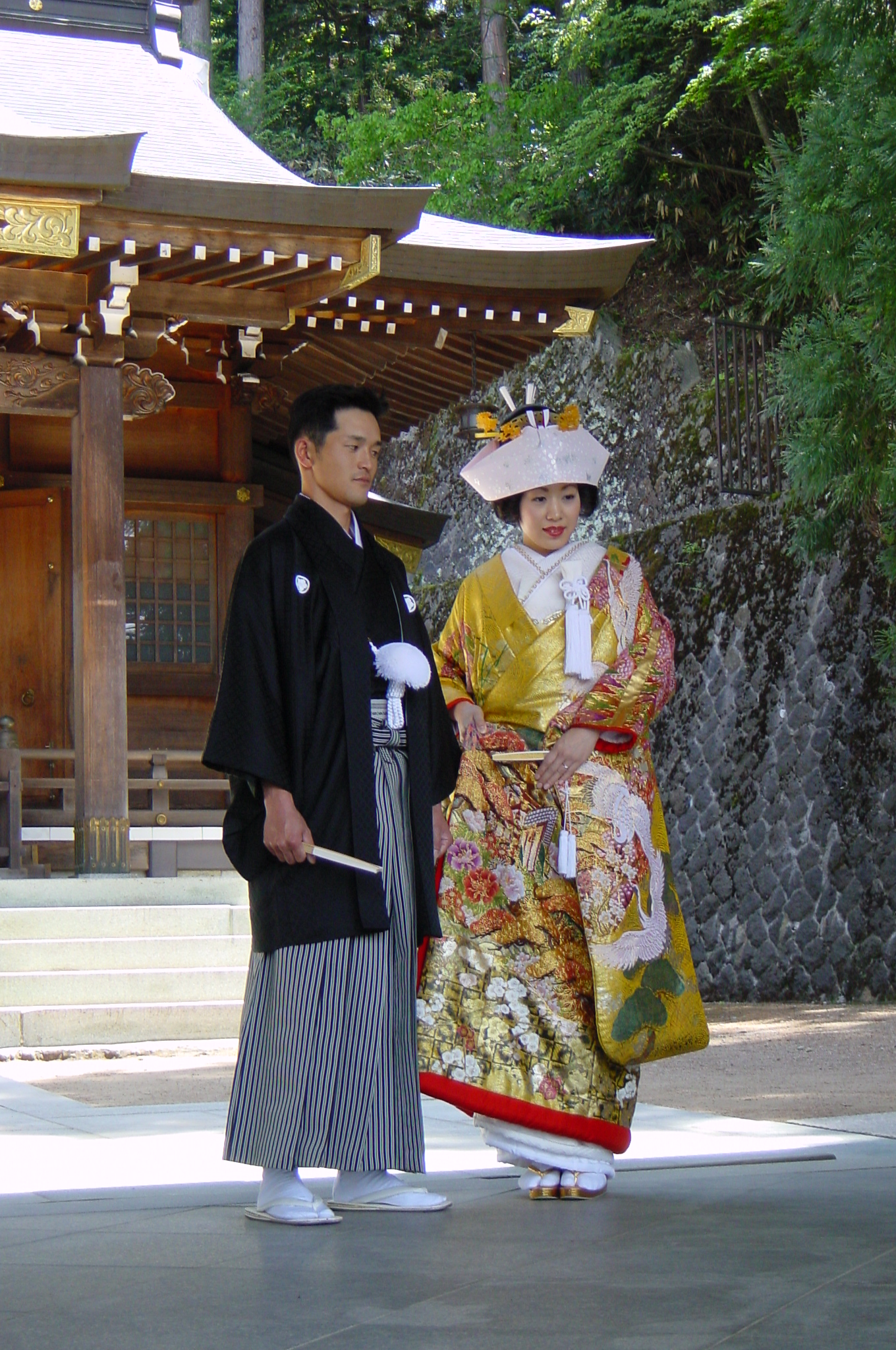
Een shinto-bruidspaar in Takayama
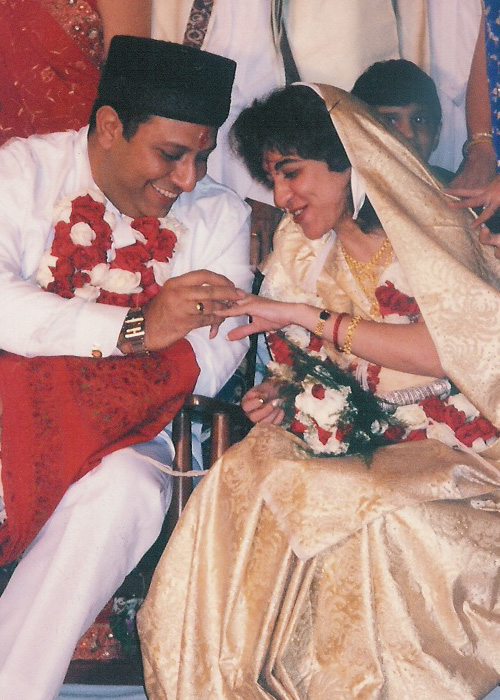
Het uitwisselen van de ringen bij een Parsi-huwelijk
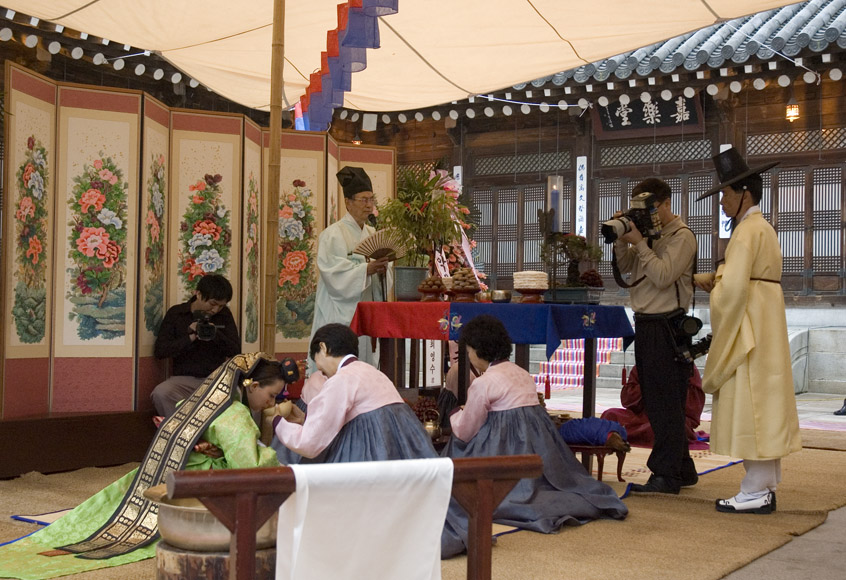
Traditioneel huwelijk in Korea
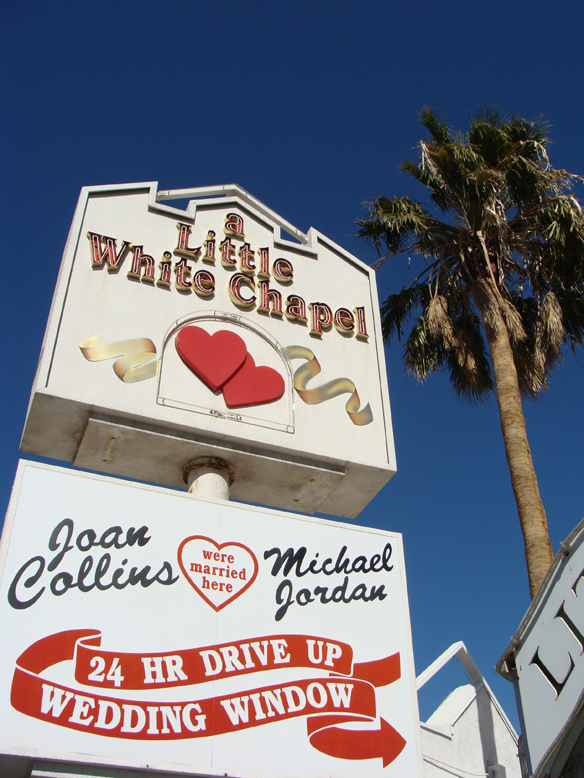
Little white chape, Las Vegas; hier kun je 24 uur per dag trouwen
- Bioscoopjournaal uit 1947.  In Hoorn wordt in de open lucht een boerenbruiloft nagespeeld zoals die vroeger in het echt plaatsvond. Een groep mannen en vrouwen in kostuums van een eeuw geleden drinkt, zingt en danst onder grote publieke belangstelling.

## Huwelijksverjaardagen
Iedere verjaardag van het huwelijk heeft een stof toebedeeld gekregen. Oorspronkelijk gaven de echtelieden elkaar cadeaus van het betreffende materiaal. De toebedeling is niet eenduidig; er zijn regionale verschillen. Zo wordt het 2-jarig huwelijk aangeduid als papier, leer of paardenhaar. Papier en katoen worden gebruikt voor het 1-jarig huwelijk.

### Records

#### Nederland
Op 23 juni 2008 vierden Pieter Ably en zijn vrouw, de Française Henriëtte Jeanne Tritsch, in een verzorgingstehuis in Amstelveen dat ze 80 jaar getrouwd waren. Daarmee was dit de eerste eiken bruiloft in Nederland.
Op 22 januari 2018 vierde ook het echtpaar Noordhuis uit Ruinen hun eiken bruiloft. Op 22 januari 2020 waren ze nog twee jaar langer getrouwd en inmiddels het langst getrouwde echtpaar ooit in Nederland. Arend Noordhuis overleed in november 2020 op 104-jarige leeftijd.